# Cellebrite UFED
L'UFED (Universal Forensics Extraction Device) és una sèrie de productes de l'empresa israeliana Cellebrite, que s'utilitza per a l'extracció i anàlisi de dades de dispositius mòbils per part de les forces de l'ordre.

## Productes
Cellebrite ven diversos productes de la sèrie UFED:
- Analitzador físic UFED
- Analitzador lògic UFED
- Detectiu telefònic de la UFED
- Analitzador de núvols UFED

## Característiques
A l'UFED Touch, és possible seleccionar l'extracció de dades i triar entre una àmplia llista de proveïdors. Un cop feta l'extracció de dades, és possible analitzar les dades a l'aplicació Physical Analyzer.
L'analitzador físic Cellebrite UFED admet les funcions següents:
- Extreu les claus del dispositiu que es poden utilitzar per desxifrar imatges de disc en brut, així com elements del clauer.
- Revelar les contrasenyes dels dispositius, encara que això no està disponible per a tots els dispositius bloquejats
- Atacs de recuperació de contrasenya
- Anàlisi i descodificació de dades de l'aplicació
- Generació d'informes en diversos formats com PDF i HTML
- Aboqueu el sistema de fitxers en brut per analitzar-lo en altres aplicacions

## Història
El 2019, Cellebrite va anunciar una nova versió de l'UFED, anomenada UFED Premium. La companyia va afirmar que pot desbloquejar dispositius iOS, inclosos els que tenen iOS 12.3 i telèfons Android com el Galaxy S9.

## Revenda
Cellebrite no permet la revenda dels seus productes. El preu de llista original del producte és d'uns 6.000 dòlars, però s'han venut a eBay per uns 100 dòlars. Alguns dispositius que es van revendre encara contenien dades sobre investigacions criminals.

## Seguretat
El 2021, Moxie Marlinspike, creador de l'aplicació de missatgeria xifrada Signal, va publicar una publicació al bloc al lloc web de l'aplicació que detallava una sèrie de vulnerabilitats al programari UFED i Physical Analyzer de Cellebrite que permetien l'execució de codi arbitrari en ordinadors Windows que executaven el programari. Una de les explotacions que va detallar va implicar que l'UFED escanejava un fitxer amb un format especial que es podia utilitzar per executar codi arbitrari a l'ordinador que executava l'UFED. Marlinspike va escriure que el codi podria "[modificar] no només l'informe Cellebrite que s'està creant en aquesta exploració, sinó també tots els informes Cellebrite generats anteriorment i futur de tots els dispositius escanejats anteriorment i tots els dispositius escanejats futurs de qualsevol manera arbitrària". Marlinspike també va trobar que el programari Cellebrite s'incloïa amb fitxers DLL FFmpeg obsolets des del 2012, que no tenien més de 100 actualitzacions de seguretat posteriors. També es van trobar paquets d'⁣instal·lador de Windows, extrets de l'instal·lador de Windows per a iTunes i signats per Apple, que, segons va dir, plantejaven problemes legals. Cellebrite va emetre un comunicat en resposta, dient que l'empresa "està compromesa a protegir la integritat de les dades dels nostres clients i auditem i actualitzem contínuament el nostre programari per equipar els nostres clients amb les millors solucions d'intel·ligència digital disponibles". L'informe de Signal va seguir un anunci de Cellebrite l'any 2020 que havia desenvolupat tecnologia per trencar missatges xifrats a l'aplicació Signal, una afirmació que la companyia va retractar i va minimitzar més tard.
L'anunci de Marlinspike va plantejar preguntes sobre la integritat de les dades extretes pel programari, i va impulsar a Cellebrite a corregir algunes de les vulnerabilitats trobades per Signal i a eliminar el suport total per a l'anàlisi d'iPhone.